# Jean-Siméon Domon
Pour les articles homonymes, voir Domon.
Jean Siméon Domon, né le 2 mars 1774 à Maurepas en Picardie et mort le 5 juillet 1830 à Paris, est un général français de la Révolution et de l’Empire.

## Révolution française
Jean Siméon Domon naît le 2 mars 1774 au hameau de Leforest, dans le village picard de Maurepas. Il s'engage comme volontaire au 4e bataillon de volontaires de la Somme le 6 septembre 1791, et il est élu sous-lieutenant le jour même.

## Pays-Bas
De 1792 à 1795, il sert dans l'armée du Nord à Courtrai, au siège de Lille, puis à Jemmapes. Il devient lieutenant le 12 mai 1793, et capitaine le 4 juin suivant. Amalgamé dans la 2e demi-brigade d'infanterie de première formation en germinal an II, il passe en qualité d'aide-de-camp provisoire auprès du général Compère le 12 floréal et a un cheval tué sous lui au combat livré à la même époque entre l'abbaye de Flens et le village de Coutiches (Nord).
Successivement employé aux armées de Rhin-et-Moselle, de Sambre-et-Meuse, d'Angleterre, du Danube et du Rhin, il donne dans maintes circonstances les preuves de la plus rare intrépidité. Il se fait remarquer par sa témérité et sa bravoure, notamment lors des opérations menées lorsque l'armée française envahit les Pays-Bas, que ce soit à Nimègue, au passage du Waal, à Apeldoorn, à Loo, à Born, Tegelen ou Oldenzaal.
Le 3 prairial an II, s'étant mis à la tête d'une compagnie de grenadiers qui vient d'être repoussée du village de Héchier, il saisit une échelle qu'il applique sur les retranchements, y pénètre le premier, malgré un coup de sabre qu'il reçoit à la main droite, et s'empare d'une pièce de canon. Au Siège de Nimègue (en) le 18 brumaire an III, l'ennemi étant parvenu lors d'une sortie, à pénétrer dans le camp français où plusieurs compagnies ont déjà lâché pied, Domon rallie les fuyards et repousse les assiégés dans leurs murs.
Au passage du Waal le 3 messidor an III, il a le commandement d'une colonne chargée d'enlever une redoute contre laquelle on a déjà vainement dirigé plusieurs attaques. Il s'empare de la position du premier élan, et tue plusieurs canonniers sur leurs pièces. Dans une autre circonstance, comme un détachement du 5e régiment de hussards faisant boire ses chevaux dans la Meuse, a été surpris par 400 Hollandais sortis à l'improviste du fort de Saint-Michel, Domon s'élance au milieu des assaillants, suivi seulement de son soldat d'ordonnance, les met en déroute et leur fait 22 prisonniers.
Pendant la même campagne, lors d'une reconnaissance aux environs d'Odenzuel, il enlève 25 chevaux aux hussards du Salm et de Hompech et enfin, à l'attaque du château de Bentheim, chargé de se porter sur le village de Gilham, il y fait prisonniers 10 Hessois avec leur commandant.

## Carrière militaire
En 1795, Domon sert ensuite dans l'armée du Rhin, puis en 1796-1797, dans l'armée de Sambre-et-Meuse. Il suit son général à l'armée du Rhin, et se trouve à la bataille de Neuwied le 30 vendémiaire an V, où il emporte une redoute frisée et palissadée, a son cheval tué sous lui, reçoit plusieurs balles dans ses vêtements, et est cité dans le rapport du général Lazare Hoche. En 1798, il sert dans l'armée d'Angleterre, puis en 1799, dans celle du Danube.
Au combat livré en avant de Dettingen, à l'armée du Danube, le 4 germinal an VIII, on le voit déployer tour à tour les talents d'un chef et l'intrépidité d'un soldat. Démonté au milieu de l'action et blessé à la jambe gauche par un éclat d'obus, il a assez de courage pour remonter à cheval et conserver son poste pendant trois heures. Voyant, à la fin de la journée, son général blessé et sur le point d'être fait prisonnier, il rassemble quelques braves, et, sabrant autour de lui avec autant d'énergie qu'au commencement de l'affaire, il parvient à le dégager et à le conduire aux ambulances. 
Tant de courage et de dévouement ne restent point dans l'oubli. Tandis que le Directoire, par son arrêté de prairial an VII, élève Domon au grade de chef de bataillon, Masséna, par un ordre du jour du 12 du même mois, le nomme chef d'escadron au 5e régiment de hussards.

## 3e,5e,7eet8eHussards
Le 24 mars 1799, à Liptingen, Domon, bien que blessé et ayant perdu son cheval, n'abandonne pourtant pas son poste. Cette attitude lui vaut d'être nommé chef de bataillon, puis chef d'escadron au 5e régiment de hussards.
En 1800-1801, il sert dans l'armée du Rhin. Il se trouve en garnison à Metz en 1801, puis à Hanovre en 1803. Dans le courant de l'an XI, il est envoyé en Hanovre, et passe le 23 frimaire an XII au 3e régiment de hussards, alors au camp de Montreuil, où le 23 prairial suivant, il obtient la décoration de la Légion d'honneur. Employé au 6e corps pendant la campagne d'Allemagne, il se trouve au combat d'Elchingen, près d'Ulm le 23 vendémiaire an XIV, où il a le cou traversé par une balle en chargeant à la tête de son régiment sur deux bataillons auxquels il enlève cinq pièces de canon. En 1806, il participe à la bataille d'Iéna.
Promu au grade de major au 7e régiment de hussards le 7 janvier 1807, il combat à Eylau le 8 février 1807 et à Friedland le 14 juin 1807 avant de prendre le commandement du 11e régiment provisoire de cavalerie en juillet 1807. Il continue la guerre en Pologne avec la réserve de cavalerie de la Grande Armée jusqu'à la paix de Tilsitt, et vint à la fin de 1807, tenir garnison à Ruremonde aux Pays-Bas.
Il a été élevé au grade d'officier de la Légion d'honneur le 3 juillet précédent, et désigné en janvier 1808 pour commander le régiment de hussards de la division de réserve de Poitiers, mais une nouvelle disposition de l'Empereur ayant prescrit aux majors de rester aux dépôts de leurs corps, il reçoit contre-ordre.
Nommé le 7 avril 1809, au grade de colonel en second, il reçoit l'ordre de conduire le 7e régiment de hussards au 3e corps de l'armée d'Allemagne, et combat à la tête de ce corps à Wagram les 5 et 6 juillet, à Znaïm le 10 du même mois, devient colonel du 8e régiment de hussards le 10 août, et est créé baron de l'Empire au mois  d'octobre 1810.
Employé au corps d'observation de la Hollande pendant les années 1810 et 1811, il fait la première partie de la campagne de Russie avec le 1er corps de cavalerie. Il s'illustre à Ostrovno les 25 et 27 juillet 1812. Il est promu général de brigade à Witepsk le 7 août 1812, en récompense de sa conduite distinguée aux combats d'Ostrowno. Il s’illustre ensuite à la Moskowa du 5  au 7 septembre 1812. Domon prend alors le commandement des gardes de Joachim Murat et se bat sous les ordres de ce dernier, à la tête de la cavalerie du royaume de Naples, lors de la campagne de Saxe de 1813.
Maintenu dans son nouveau grade au 1er corps de cavalerie, le général Domon devient dès ce jour le compagnon et l'ami du roi de Naples, qui obtient de l'Empereur, à son départ de Moscou le 20 octobre, l'autorisation de prendre Domon à son service avec les titres de lieutenant-général et de capitaine de ses gardes.
Arrivé à Naples au mois de mars 1813, il y est nommé colonel-général de la cavalerie du royaume, et repart avec le roi pour aller prendre le commandement d'une brigade de cavalerie légère à la Grande Armée. Blessé grièvement à la jambe eu passant le Bober à Lœvemberg le 21 août, action pour laquelle il obtient la croix de commandeur de la Légion d'honneur, il retourne bientôt à Naples avec Murat, mais quand il apprend la défection de ce monarque lorsque celui-ci abandonne Napoléon et son alliance avec l'Autriche, il se hâte de donner sa démission le 21 janvier 1814, et revient à Paris le 21 mars 1814 où il est attaché à la vieille garde.

## Waterloo et Espagne

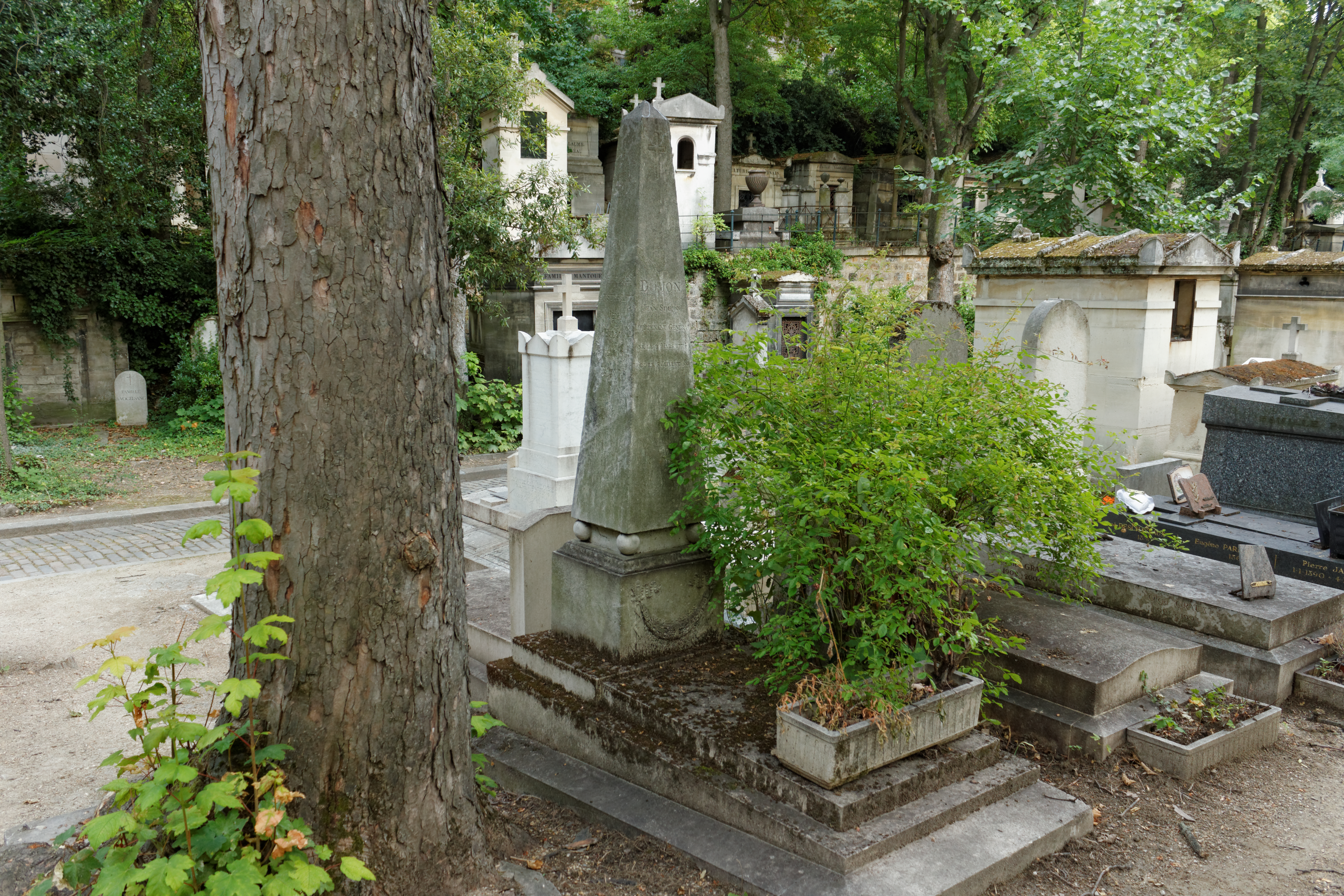
Tombe au cimetière du Père-Lachaise.

Chevalier de Saint-Louis le 29 juillet 1814, et en non-activité le 19 août 1814, il est désigné à la nouvelle du retour de Napoléon Ier, pour accélérer l'organisation des volontaires royaux, mais il renvoie sa lettre de service en prétextant son incapacité pour mener à bien un semblable travail.
Le 19, un nouvel ordre lui prescrit de se rendre à Châlons-sur-Marne pour y prendre le commandement de 8 régiments de cavalerie. Arrivé le 21 dans cette place, il y trouve toute la garnison, composée des 12e de ligne et 5e hussards, en pleine défection. Presque tous les officiers nommés par le Roi ayant abandonné leur poste, le général Domon prend le commandement des troupes actives de la 2e division militaire et les porte sur Rethel afin de pourvoir à la défense de cette partie de la frontière.
Pendant les Cent-Jours, il se rallie à l'Empereur, commande la 6e puis la 3e division de cavalerie légère, et se bat avec panache à Charleroi, à Ligny. Le 6 avril 1815, il obtient le commandement de la 6e division de cavalerie au 3e corps de l'armée du Nord, et prend part aux combats de Fleurus, de Wavres et de Namur, les 15, 16 et 17 juin 1815.
À la bataille du mont Saint-Jean le 18 juin 1815, sa division destinée à se porter en arrière de la droite, pour s'opposer à la marche du corps prussien qui a échappé à Grouchy, a à soutenir, après les combats de la journée, le premier choc de Blücher, et s'y couvre de gloire. Quand la retraite est ordonnée, il ramène le reste de son monde en bon ordre sous Paris, passe la Loire en août, et est envoyé par lé maréchal Macdonald à Montpellier pour y préparer le licenciement de 5 régiments de l'armée du Midi.
Il est confirmé dans son grade de lieutenant général par Louis XVIII et reçoit le commandement de la cavalerie dans le secteur militaire de Tours, mais le 1er octobre 1815, il est mis en non-activité, et il est éloigné de Paris comme suspect, il reçoit l'ordre de se rendre à Péronne, où il vécut dans la retraite jusqu'à la fin de 1820.
En 1820, Domon rentre en grâce et devient inspecteur général de la cavalerie, écuyer cavalcadour de Louis XVIII et vicomte.
Les préparatifs de la guerre d'Espagne amènent son rappel à l'activité, et il est désigné le 12 février 1823 pour commander une division de cavalerie au 2e corps de l'armée des Pyrénées, et montre dans cette campagne, les talents d'un officier de cavalerie expérimenté. Arrivé à Baza le 25 juillet 1823, il marche contre Ballesteros, qu'il rencontre le 28 aux environs de Montelegiar dans la position d'El-Castillo, et ayant su à propos prendre l'ennemi à revers par sa gauche, il seconde parfaitement le mouvement de front opéré par le maréchal Molitor, et fait éprouver à l'ennemi des pertes considérables.
À la fin de la campagne il reçoit l'ordre de Saint-Ferdinand le 20 octobre 1823, il quitte Grenade le 28 et rentre en France où le roi le crée vicomte et commandeur de Saint-Louis le 2 novembre. Grand officier de la Légion d'honneur le 29 octobre 1828, il meurt à Paris le 5 juillet 1830. Il est inhumé au cimetière du Père-Lachaise (16e division).

## État de service
- 1791 : Volontaire au 4e bataillon de volontaires de la Somme
- 1799 : Chef d'escadron au 5e régiment de hussards
- 1803 : Affecté au 3e régiment de hussards
- 1807 : Major au 7e régiment de hussards
- 1809 : Colonel en second au 7e régiment de hussards
- 10 août 1809 : Colonel du 8e régiment de hussards
- 7 août (ou 8 août) 1812 : Général de brigade
- 1813 : Colonel général de la cavalerie du royaume de Naples
- Sous la Restauration, décoré de la Croix de Saint-Louis et nommé lieutenant général le 19 août 1814.
- 22 avril 1820 : inspecteur général de cavalerie
- 22 novembre 1820 : écuyer-cavalcadour
- 1823 : commande la 2e division de dragons
- Fait baron et commandeur de la légion d'honneur par Napoléon
- Croix de grand-officier de la légion d'honneur et vicomte sous la Restauration
- Grand'croix et grand-cordon de l'ordre militaire de saint Ferdinand d'Espagne

## Décorations, titres, honneurs
- 22 octobre 1810 : Baron d'Empire